# Caldcluvia nymanii
Caldcluvia nymanii là một loài thực vật có hoa trong họ Cunoniaceae. Loài này được (K.Schum.) Hoogland mô tả khoa học đầu tiên năm 1979.